# Ionaspis cyanocarpa
Ionaspis cyanocarpa är en lavart som först beskrevs av Anzi, och fick sitt nu gällande namn av Jatta. Ionaspis cyanocarpa ingår i släktet Ionaspis och familjen Hymeneliaceae.   Inga underarter finns listade i Catalogue of Life.